# متحف حمص
متحف حمص يقع في وسط مدينة حمص في سوريا، وفي أحد أهم شوارعها (شارع شكري القوتلي) وقد تم اختيار أحد أهم الأبنية ذات الطابع الفرنسي الجميل ليكون المتحف الوطني. بُني المبنى على ثلاث مراحل: * بُني الدور الأرضي عام 1922م. * بُني الدور الأول عام 1949م. * بُني الدور الثاني عام 1963م. 
يضم المتحف مجموعة من القطع الأثرية من محافظة حمص تعود لعصور ما قبل التاريخ وحتى العصر العثماني، تخبر الزائر بأن الإنسان قطن في هذه المحافظة منذ أكثر من خمسمائة ألف عام.

## آثار المتحف
• خصص الدور الأرضي للقطع الحجرية منها تمثال بضعف الحجم الطبيعي للإنسان صنع من الرخام واكتشف في مدينة الرستن، ولوحات الفسيفساء التي تزينها لوحة تمثل نهر العاصي، مذبح معبد إله الشمس.
• قدمت المواقع الأثرية المجاورة لمدينة حمص نماذج أواني فخارية وبرونزية متنوعة الاستخدام وأتت هذه النماذج من تلال بحيرة قطينة وتل الشعيرات من الألف الثالث ق.م، إضافة لنماذج من الأسلحة الفردية ومجموعة من الحلي البرونزية.
• تُعد مدينة قادش من الممالك الشهيرة في الألف الثاني ق.م بسبب المعركة الشهيرة التي دارت رحاها بين الحثيين القادمين من آسيا الصغرى وبين فراعنة مصر، وتُعرف بأول معاهدة صلح مكتوبة في التاريخ، أهدت هذه المدينة المملكة شواهد ملموسة على تنوع صلاتها الحضارية مع المصريين. وكذلك مع مملكة أوغاريت على الساحل الشمالي.
• قطنا المملكة المتاخمة لمدينة حمص والتي قدمت مجموعة هامة ونادرة تُعد الأهم والأكثر جمالاً وندرة من عصر البرونز، حيث كشف التنقيب الثري عن مدفن جنائزي ملكي بكامل محتوياته الغنية منها قطع قدمت كهدية من فرعون مصر.
• أمسيا هو الاسم الذي عُرفت به حمص في العصر الروماني، والتي دمرتها الزلازل والفيضانات وأتت على أوابدها الهامة في تلك الحقبة المزدهرة من تاريخها. في حين حفظت لنا المدافن المحفورة في جوف الأرض بسر ارتقائها وترفها، باحت مؤخراً به فقدمت قطعاً نادرة من الزجاج وتماثيل لربة الجمال فينوس، إضافة لمصاغ ذهبي ضمن أثاث جنائزي يشترك في استخدامه النساء والرجال. ويدل على الطقوس المترفة في الدفن.
• أطلق اسم حمص على المدينة في العصور الإسلامية. وعلى الرغم من دمارها بالزلازل والفيضانات في القرن الثاني عشر فقد نهضت متخطية الآلام لتحفظ لنا الطبقات الأثرية ببعض الأواني الفخارية التي تبرز دقة الصناعة وتجسد الإيمان بالله في قلب المؤمنين كما تقدم آواني للشرب نُقشت عليها الآيات القرآنية ولفظ الجلالة.